# Josip Duvančić

Josip "Mićo" Duvančić (Razvođe, Promina, 1. listopada 1935. – Zemun, 17. travnja 2023.) bio je hrvatski nogometaš i nogometni trener
U karijeri je vodio nekoliko klubova. S Hajdukom je osvojio Kup maršala Tita 1976./77.
U ranoj mladosti igrao je za zemunsku Budućnost.

## Vanjske poveznice
- Karijera, službene stranice HNK Hajduk, Split
- (srp.) Povijest trenera Radničkog iz Niša, službene stranice FK Radnički, Niš
- (srp.) Statistika, službene stranice FK Partizan, Beograd
- (tur.) Statistika turske lige  Arhivirana inačica izvorne stranice od 4. ožujka 2016. (Wayback Machine), mackolik.com